# Jean Baptiste Van Moer

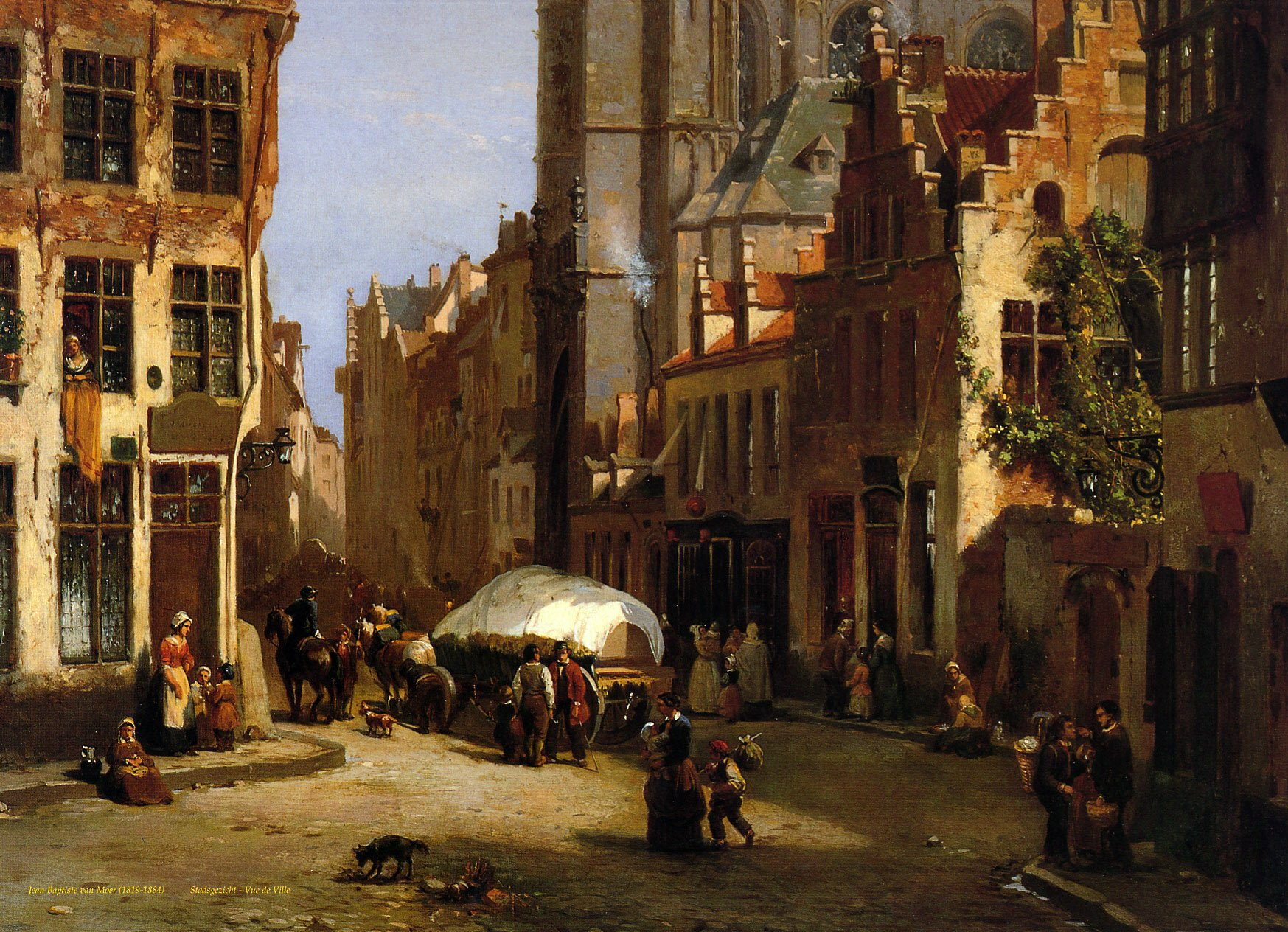
Detail uit Zicht op een Antwerpse kerk, 1853

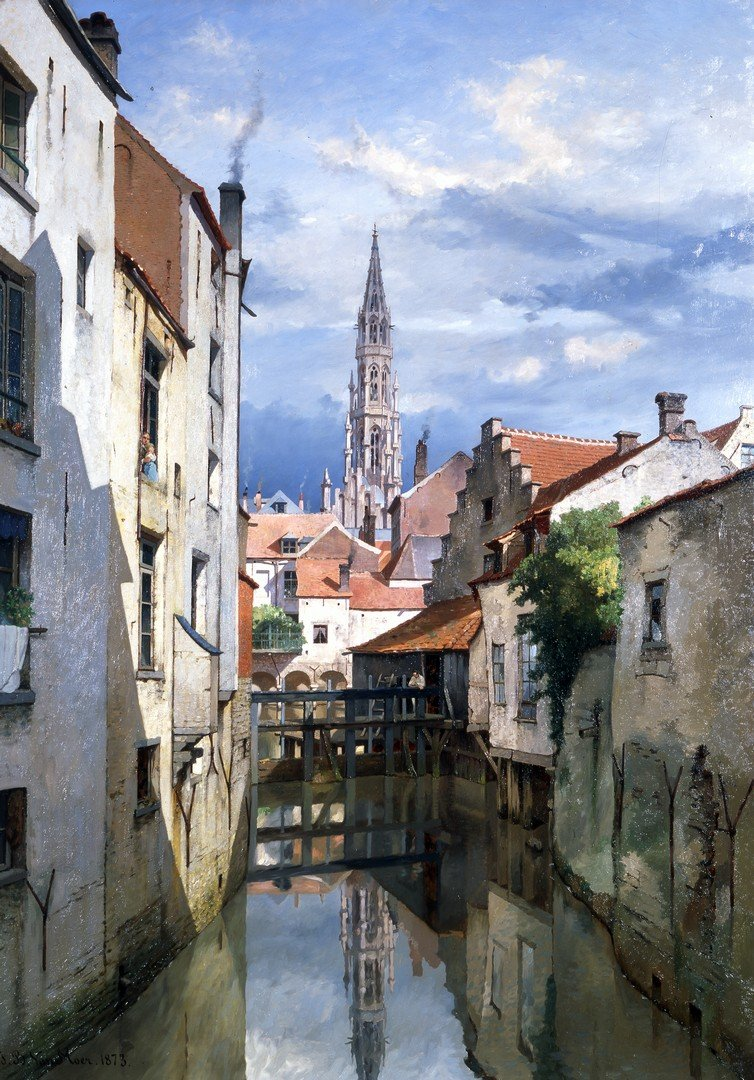
De Ruyschmolen in Brussel, ca. 1875

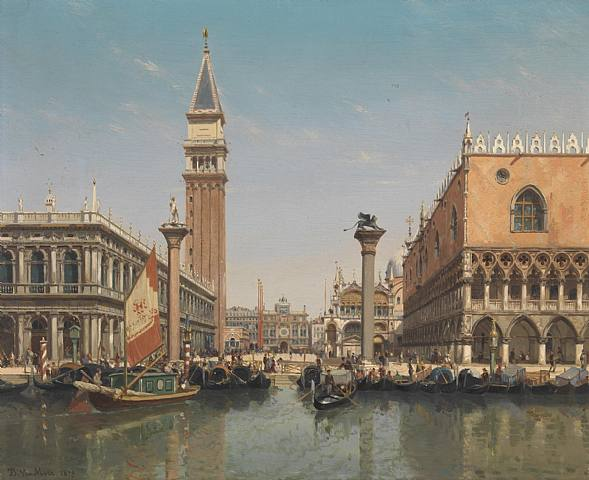
Zicht op het San Marcoplein, 1879

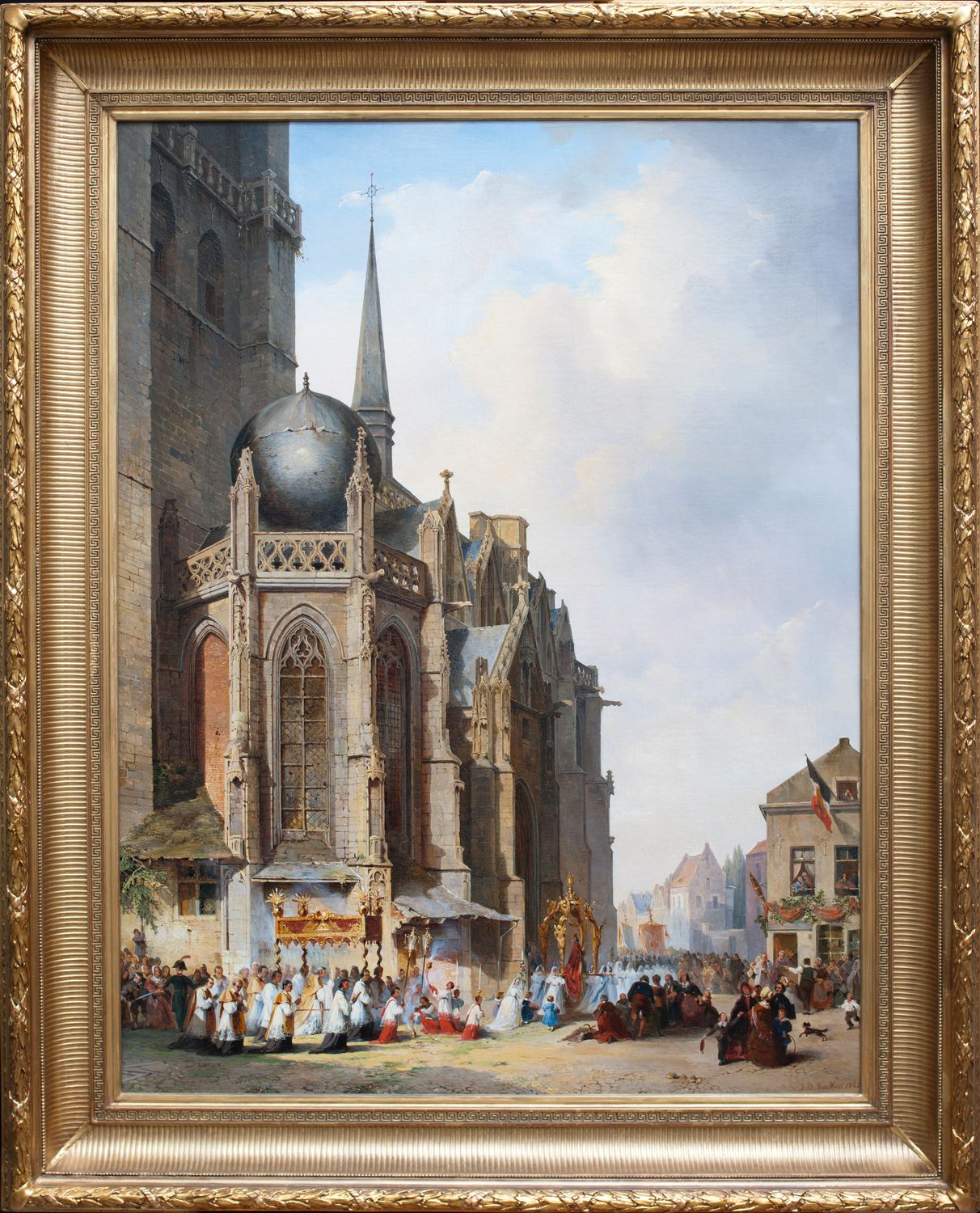
Uitzicht op de basiliek van Halle,1845 (collectie Koning Boudewijnstichting) - een van de oudst bewaarde beelden van Halle.

Jean Baptiste Van Moer (Brussel, 17 december 1819 - Elsene, 6 december 1884) was een Belgisch kunstschilder, vooral bekend van zijn quasi-fotografische aquarellen over de verdwenen Sint-Gorikswijk rond de Zenne. Samen met François Bossuet, Ivo Vermeersch, François Stroobant en Jacques Carabain behoorde Van Moer tot het kruim van de romantische veduteschilders in België.

## Carrière
Van Moer was de zoon van een houtdraaier uit de Marollen. Hij schreef zich in aan de Brusselse Kunstacademie en kreeg er les van François Bossuet. Met de steun van de Belgische ambassade nam hij deel aan de wereldtentoonstelling van 1855 in Parijs. Zijn minutieuze landschappen werden opgemerkt door de Engelse koningin Victoria en de Belgische koning Leopold II, die enkele tekeningen kochten. Van Moer verkreeg enige bekendheid en was in staat doorheen Europa te reizen (Frankrijk, Spanje, Portugal, Italië, Dalmatië, Egypte, Palestina). Zijn monumentale zichten van Venetië in de stijl van Canaletto vielen in de smaak bij Leopold II, die er in 1867 drie bestelde voor de Venetiëtrap van het koninklijk paleis. Minder dan tien jaar later mocht hij nog twee doeken leveren.
Ondertussen liet Van Moer, die in de Elsensesteenweg 1bis woonde, een huis-met-atelier bouwen aan de rand van het Leopoldpark (Stoomslepersstraat 65). Hij begon aquarellen te schilderen van de oude centrumwijken die bedreigd werden door het project om de Zenne te overwelven. Burgemeester Jules Anspach, initiatiefnemer van deze werken, vroeg hem om vijftien gezichten te maken voor het wachtvertrek van het burgemeesterskabinet in het stadhuis. Hij had 57.000 frank over voor de bestelling. Om aan het geheel een correcte perspectiefwerking te verlenen, liet Van Moer deze ruimte nabouwen in zijn atelier. De overtuigende precisie en belichting van het resultaat (1874-75) heeft latere generaties toegelaten zich een idee te vormen van de charme van het verdwenen Brussel (naast de documentaire fotografie van Louis Ghémar en Jean Théodore Kämpfe). Nadien vroeg een tevreden Anspach hem om ook de nieuwe monumenten van de stad te vereeuwigen, maar hiervan bestaan slechts schetsen.
Van Moer maakte ook reeksen muurschilderingen voor burgerhuizen in Parijs en Brussel.
De opvolger van Anspach, Karel Buls, had een bijzondere gevoeligheid voor de geschiedenis van zijn stad en liet veel van Van Moers lokale werk uit de jaren 60 opkopen. Het bevindt zich tegenwoordig in de collectie van het Museum van de Stad Brussel.
De schilder werd begraven in Elsene.

## Tentoongesteld werk
De schilderijen van Jean Baptiste Van Moer zijn onder meer op de volgende plaatsen te bezichtigen:
- Stadhuis van Brussel
- Museum van de Stad Brussel
- Koninklijk Paleis van Brussel
- Fin-de-sièclemuseum
- Senaat
- Museum voor Schone Kunsten (Doornik)

## Eerbetoon
In de Zavelwijk is een deel van de voormalige Hellestraat (later rue de la Licorne, rue de la Folie en rue du Manège) hernoemd tot Van Moerstraat.